# Eupoa maculata
Eupoa maculata là một loài nhện trong họ Salticidae.
Loài này thuộc chi Eupoa. Eupoa maculata được Peng & Joo-Pil Kim miêu tả năm 1997.